# Ash of Gods: Redemption
Ash of Gods: Redemption est un jeu vidéo de jeu de rôle tactique de dark fantasy développé par AurumDust. Le gameplay mélange des éléments de roman visuel, de roguelike et de jeu de carte,. Le jeu est écrit par l'auteur russe Sergey Malitsky.

## Système de jeu
L'histoire est présentée sous la forme d'un roman visuel, avec un développement de l'intrigue qui est non linéaire. L'histoire du jeu est définie par les actions du joueur et les choix de dialogue. La narration est construite sur la séquence de choix moraux où chacune des décisions du joueur affecte de manière significative les événements. Le joueur doit constamment choisir entre le "profit rapide" qui peut conduire à des événements désagréables à l'avenir et le "sacrifice" qui, au contraire, facilitera la réalisation de l'un des éléments suivants épisodes. En raison de l'influence roguelike du jeu, l'histoire continue même après la mort du protagoniste.
Le combat est au tour par tour dans une perspective isométrique. Les compétences de combat utilisent non seulement l'énergie d'un personnage, mais aussi sa santé. En plus de cela, le joueur peut utiliser un paquet de cartes qui sont des analogues de sorts puissants. Les cartes que le joueur reçoit au début de la bataille définissent la stratégie du joueur, tandis que les personnages qu'il possède sur le terrain définissent sa tactique.

## Trame
Dans un monde nommé Terminus, basé sur l'Europe occidentale médiévale en termes de technologie et de développement moral, le joueur prend le contrôle de plusieurs groupes de personnages, chacun dirigé par l'un des principaux protagonistes. Il y en a trois dans le jeu: le capitaine à la retraite de la garde royale Thorn Brenin, le guérisseur errant Hopper Rouley et le tueur à gages professionnel Lo Pheng. Ces héros se trouvent au seuil d'événements qui menacent de mettre fin à la civilisation.

## Développement
Le développement officiel d'Ash of Gods: Redemption a commencé en 2016, et selon le PDG d'AurumDust, Nikolay Bondarenko (qui travaillait auparavant dans des sociétés telles que Streko-Graphics, TvxGames et GameNet), le concept de ce jeu reposait sur un système de choix morale a été développé par lui plusieurs années auparavant mais, en raison de plusieurs facteurs de retards, la mise en œuvre du projet a été reportée.
Le 23 mai 2017, AurumDust Studio a lancé une campagne Kickstarter pour Ash of Gods: Redemption, qui avait un objectif de 75000 $. Des chapitres de romans de Sergey Malitsky, qui étaient la base littéraire du script du jeu, sont publiés sur le site Web d'AurumDust. Le jeu est sorti le 23 mars 2018,.

## Bande sonore
La bande sonore d'Ash of Gods: Redemption est créée par les compositeurs Adam Skorupa, Krzysztof Wierzynkiewicz et Michał Cielecki.

## Accueil
Le jeu a reçu des critiques mitigées à positives de la part de la critique, la plupart des joueurs faisant l'éloge du style artistique et de l'animation, mais de nombreux joueurs trouvant des défauts dans le système de combat pour leur manque de profondeur stratégique en raison d'un style de jeu clairement optimal. Le système de narration et de choix et conséquences a plu à la plupart des joueurs, d'autres citant de l'incohérence. "Ash of Gods oscille entre être extrêmement agréable et avoir l'impression que cela pourrait être mieux", a écrit Spencer Rutledge de HardcoreGamer.com.
De nombreux critiques ont noté Ash of Gods de nombreuses similitudes avec The Banner Saga, avec la critique de Mick Fraser de GodIsAGeek.com allant jusqu'à écrire "Ash of Gods est très similaire à The Banner Saga. Et par «très semblable», je veux dire «presque exactement le même jeu».